# Маневичский район
Мане́вичский райо́н (укр. Маневицький район) — упразднённая административная единица на востоке Волынской области Украины. Административный центр — посёлок городского типа Маневичи.

## География
Площадь — 2 265 км².
Основные реки — Стоход, Стыр.

## История
Образован в 1940 году. 21 января 1959 года к Маневичскому району была присоединена часть территории упразднённого Голобского района.
В июле 2020 года в результате административно-территориальной реформы район вошёл в состав Камень-Каширского и Луцкого районов, на его территории была сформирована Колковская, Маневичская и Прилесненская территориальные общины.

## Демография
Численность наличного население района, на 1 декабря 2013 года составляло 54 971 человек, в том числе в городских условиях проживало 14 709 человек (26,76 %), в сельских — 40 262 (73,24 %). Постоянное население — 55 088 человек, в том числе городское население — 14 493 человека (26,31 %), сельское — 40 595 (73,69 %).

## Административное устройство
На момент упразднения район включал в себя:
Количество советов (рад):
- городских — 0
- поселковых — 2
- сельских — 30

## Населённые пункты
Количество населённых пунктов:
- городов районного значения — 0
- посёлков городского типа — 2 (Колки (Волынская область) — 3 908, Маневичи)
- сёл — 69